# بريزي
بريزي (بالفرنسية: Prizy)‏ هي بلدية توجد في فرنسا في بورغونيا.